# لوائح الاختبارات على الحيوانات
لوائح الاختبارات على الحيوانات هي إرشادات تسمح باستخدام الحيوانات غير البشرية في التجارب العلمية وتتحكم فيها. تختلف اختلافًا كبيرًا في جميع أنحاء العالم، ولكن تهدف معظم الحكومات إلى التحكم في عدد مرات استخدام الحيوانات الفردية -الأعداد الإجمالية المستخدمة- ودرجة الألم الذي قد يحدث بدون تخدير.

## أوروبا
بدأت التجارب على الحيوانات الفقارية في الاتحاد الأوروبي منذ 1 يناير 2013. تخضع للتوجيه 2010/63 / EU بشأن حماية الحيوانات المستخدمة للأغراض العلمية، والذي انتهي منه في نوفمبر 2010 وحدّث واستبدل بالتوجيه 86/609 / EEC بشأن حماية الحيوانات المستخدمة للأغراض التجريبية والأغراض العلمية الأخرى المعتمد في 1986. أظهر التوجيه 86/609 / EEC تباينًا كبيرًا في الطريقة التي اختارتها الدول الأعضاء لممارسة التوجيه: قارن -على سبيل المثال- التشريعات السويدية والهولندية والألمانية.
مع تعديل عام 2004 لتوجيهات مستحضرات التجميل، يُحظر اختبار مستحضرات التجميل على الحيوانات في الاتحاد الأوروبي. كما يُحظر اختبار مكونات مستحضرات التجميل على الحيوانات منذ مارس 2009. كما يحظر التعديل منذ 11 مارس 2009، تسويق منتجات مستحضرات التجميل التي تحتوي على مكونات اختبرت على الحيوانات. لا يحظر التعديل على الشركات استخدام التجارب على الحيوانات للوفاء بالمتطلبات التنظيمية في البلدان الأخرى.

### فرنسا
في فرنسا، يتطلب التشريع (المرسوم الصادر في 19 أكتوبر 1980 بشكل أساسي) ترخيصًا مؤسسيًا ومشروعًا قبل إجراء الاختبار على الفقاريات. يجب على المؤسسة تقديم تفاصيل عن منشآتها وسبب التجارب، وبعد ذلك يمكن منح ترخيص لمدة خمس سنوات بعد تفتيش المبنى. يجب تدريب وتعليم المرخص له بالمشروع إلى المستوى المناسب. التراخيص الشخصية ليست مطلوبة للأفراد الذين يعملون تحت إشراف صاحب ترخيص المشروع. لا تنطبق هذه اللوائح على البحث باستخدام اللافقاريات.

### المملكة المتحدة
كانت أنواع المؤسسات التي تجري أبحاثًا على الحيوانات في المملكة المتحدة في عام 2015: الجامعات (47.7%)؛ المنظمات التجارية (25.1%)؛ الإدارات الحكومية والهيئات العامة الأخرى (13.8%)؛ المنظمات غير الهادفة للربح (12.4%)؛ مستشفيات الخدمة الصحية الوطنية (0.7%)؛ مختبرات الصحة العامة (0.2%).
يتطلب قانون الحيوانات (الإجراءات العلمية) لعام 1986 تنظيم التجارب من خلال ثلاثة تراخيص: ترخيص مشروع للعالم المسؤول عن المشروع، والذي يوضح بالتفصيل أعداد وأنواع الحيوانات المراد استخدامها، والتجارب التي سوف تجرى والغرض منها؛ شهادة للمؤسسة للتأكد من أن لديها المرافق والموظفين المناسبين؛ ورخصة شخصية لكل عالم أو فني يقوم بأي إجراء. عند اتخاذ قرار بشأن منح الترخيص، تشير وزارة الداخلية إلى تحليل التكلفة والعائد الخاص بالقانون، والذي يعرف على أنه: الآثار السلبية المحتملة على الحيوانات المعنية مقابل المنفعة التي يحتمل أن تتراكم نتيجة البرنامج الذي سوف يحدد في الترخيص. (المادة 5) (4). لا ينبغي منح الترخيص إذا كانت هناك طريقة عملية بشكل معقول لا تستلزم استخدام حيوانات محمية (المادة 5) (5) (أ). يجب أن تستخدم التجارب الحد الأدنى لعدد الحيوانات، وإشراك الحيوانات التي لديها أدنى درجة من الحساسية العصبية الفيزيولوجية، والتسبب في أقل قدر من الألم والمعاناة والضيق أو الضرر الدائم، وتكون الأكثر احتمالية لتحقيق نتائج مرضية (المادة 5) (5) (ب).
خلال تحقيق لجنة مجلس اللوردات المختارة عام 2002 في اختبار الحيوانات في المملكة المتحدة، ذكر الشهود أن المملكة المتحدة لديها أكثر الأنظمة التنظيمية صرامة في العالم، وهي الدولة الوحيدة التي تتطلب تقييم التكلفة والفائدة لكل طلب ترخيص. هناك 29 مفتشًا مؤهلًا يغطون 230 منشأة، والتي تتم زيارتها في المتوسط 11-12 مرة في السنة في كل من عمليات التفتيش المعلنة وغير المعلن عنها.
نتيجة لتغيير التوجيه 2010/63 / EU، أجريت تغييرات على طريقة مراجعة البحث والموافقة عليه في المملكة المتحدة. يجب أن يكون لدى جميع المؤسسات المرخصة هيئة مراجعة لرعاية الحيوان والأخلاقيات (يشار إليها عمومًا باسم AWERBs) والتي تنظر في طلبات المشروع الخاصة بالموقع وتراقبها. تغير تقييم الخطورة أيضًا بموجب تعديلات قانون الحيوانات (الإجراءات العلمية) (1986). تقدم مجموعة عمل الخبراء التابعة للمفوضية الأوروبية أمثلة عمل لنطاقات الشدة. يجب أيضًا إجراء تقييم الشدة بأثر رجعي، ما يؤدي إلى تعيين الشدة على أساس المعاناة الفعلية التي تعاني منها الحيوانات، بدلًا مما يُفترض أثناء تصميم الدراسة. وهذا بدوره يؤدي إلى تخصيص مستقبلي أكثر دقة لنطاقات الشدة.

### ألمانيا
صمم قانون رعاية الحيوان الألماني لعام 1972، لفرض المبدأ النفعي الذي يقضي بضرورة وجود سبب وجيه لإحداث ضرر للحيوان، ويحدد أن مسؤولية حماية حياة ورفاهية الكائنات الأخرى تقع على عاتق البشر. يستكمل قانون رعاية الحيوان من خلال لوائح حيوانات مختبر حماية الحيوان 2013، والتوجيه الأوروبي 2010/63 / EU. يجب فحص جميع مرافق أبحاث الحيوانات كل ثلاث سنوات على الأقل، مع فحص المرافق التي تجري أبحاثًا على الرئيسيات مرة واحدة على الأقل سنويًا.

## آسيا

### اليابان
تنظم التجارب على الحيوانات في اليابان من خلال العديد من الوثائق -قانون المعاملة الإنسانية للحيوانات وإدارتها 2005- والمعايير المتعلقة برعاية الحيوانات التجريبية وإدارتها وتخفيف الآلام والضيق الذي تعاني منه 2006، والمبادئ التوجيهية من قبل مختلف الوزارات والمنظمات.
ينص القانون على أن التسبب في معاناة للحيوانات غير مسموح به دون سبب وجيه (المادة 2)، وأنه عند إجراء التجارب على الحيوانات، يجب استخدام الأساليب التي تقلل الألم والضيق الذي تتعرض له الحيوانات قدر الإمكان. وينص أيضًا على أنه يجب إيلاء الاعتبار للاستخدام المناسب للحيوانات، على سبيل المثال عن طريق تقليل عدد الحيوانات المستخدمة عندما يكون ذلك ممكنًا (المادة 41).
تنص المعايير على ضرورة استخدام الحيوانات للأغراض العلمية. وهي تشمل لوائح صقل التجارب، من أجل تقليل الألم والضيق لحيوانات التجارب، والنظر في استبدال التجارب على الحيوانات ببدائل أو تقليل عدد الحيوانات المستخدمة.
وضعت MEXT (وزارة التعليم والثقافة والرياضة والعلوم والتكنولوجيا) وMHLW (وزارة الصحة والعمل والرعاية الاجتماعية) المبادئ التوجيهية المسماة بالسياسات الأساسية بشأن التجارب على الحيوانات باعتبارها شبه أنظمة في 1 يونيو 2006. لجنة SCJ (مجلس العلوم الياباني) صاغ إرشادات أكثر تفصيلًا، أيضًا في عام 2006، لاستخدامها عندما تضع المؤسسات لوائحها المحلية.
تنص إرشادات SCJ على أن مدير كل مؤسسة بحثية يتحمل مسؤولية التجارب على الحيوانات التي تجرى في منشآتها، وأن التجارب على الحيوانات لا غنى عنها، وأنه يجب على كل مؤسسة صياغة لوائح داخلية طوعية من أجل إجراء علمي سليم للتجارب على الحيوانات بناءً على المبادئ التوجيهية. كذلك، نصوا على أن كل مؤسسة يجب أن تشكل لجنة مراجعة داخلية لتفقد التجارب في تلك المؤسسة، من وجهة نظر المنطق العلمي، مع مراعاة القانون والمعايير المذكورة أعلاه.
ومع ذلك، أجرت مؤسسة ALIVE مسحًا للجامعات اليابانية ومنشآت البحث في عام 2011، وخلصت إلى أن:
يبدو أن هناك القليل من الوعي بشأن استخدام الحيوانات في التجارب. وعلى الرغم من وجود إرشادات رسمية يجب اتباعها، فإن الجامعات الوطنية لا تمتثل للمبدأ التوجيهي (على وجه الخصوص، في اختيار أنواع معينة من الحيوانات والتقييم الذاتي والرعاية / إدارة الحيوانات).